# Horisontell integration
Horisontell integration är ett sätt att bygga upp en verksamhet, ett företag, så att den omfattar likartade funktioner från olika värdekedjor. Denna specialisering möjliggör att investering i hjälpmedel och verktyg kan utnyttjas effektivare och bästa kompetens kan vidmakthållas för denna typ av verksamhet.
Som en effekt av utkontraktering så uppkommer till exempel företag som sköter andras ekonomiverksamhet eller flera företags IT-stöd.
Också kan ett företag ta hand om försäljning och marknadsföring åt flera produktleverantörer.